# Districte de Beauvais
El Districte de Beauvois és un dels quatre districtes amb què es divideix administrativament el departament francès de l'Oise, a la regió dels Alts de França. La capital de districte és la prefectura de Beauvais. Té 258 municipis agrupats en 14 cantons: Auneuil, Beauvais-Nord-Est, Beauvais-Nord-Oest, Beauvais-Sud-Oest, Chaumont-en-Vexin, Le Coudray-Saint-Germer, Crèvecœur-le-Grand, Formerie, Grandvilliers, Marseille-en-Beauvaisis, Méru, Nivillers, Noailles, Songeons.